# Jar-Sale
Jar-Sale (Russisch: Яр-Сале) is een dorp (selo) in het Russische autonome district Jamalië binnen de West-Siberische oblast Tjoemen. Het is het bestuurlijk centrum van het district Jamalski. De plaats ligt op een zandige oever van de Malaja Joemba (zijrivier van de Ob). Jar-Sale is Nenets voor "zandige kaap".
Jar-Sale ligt op een kruispunt van oude handelsroutes van de oorspronkelijke bevolking en vormde een historisch centrum voor de handel tussen de Russen en lokale bevolkingsgroepen is (lokale) vis, huiden en dieren en producten uit andere delen van Rusland. Eind 19e eeuw kwamen de eerste Russische kolonisten naar het gebied. Nadat de Sovjet-Unie ontstond, kwam ook de collectivisatie naar het gebied, hetgeen hier vooral tot uiting kwam in grote staatsrendierhouderijen. In Jar-Sale werd in 1932 een cultureel centrum en een onderwijscentrum ingericht voor de noordelijke volkeren. In de jaren 70 begonnen geologische expedities in het gebied op zoek naar delfstoffen. Hierbij werden grote voorraden aardgas, aardolie en aardgascondensaat aangetroffen. Hierop volgde de exploitatie van deze velden in het district Jamalski, wat ook betekende dat Jar-Sale nieuwe wegen en veel nieuwe gebouwen en voorzieningen kreeg. In het begin van de jaren 90 kwamen ook de eerste kozakken terug naar de plaats.